# Governor's Cup Lagos 2 2011
Il Governor's Cup Lagos 2 2011 (Nigeria F4 Futures 2011) è stato un torneo di tennis facente parte della categoria ITF Men's Circuit nell'ambito dell'ITF Men's Circuit 2011 e dell'ITF Women's Circuit nell'ambito dell'ITF Women's Circuit 2011. Il torneo si è giocato a Lagos in Nigeria dal 24 al 30 ottobre su campi in cemento.

## Partecipanti WTA

### Teste di serie
| Nazionalità | Giocatrice             | Ranking* | Testa di serie |
| ----------- | ---------------------- | -------- | -------------- |
| Russia      | Nina Bratčikova        | 135      | 1              |
| Italia      | Anna Floris            | 173      | 2              |
| Belgio      | Tamaryn Hendler        | 228      | 3              |
| Svizzera    | Conny Perrin           | 267      | 4              |
| Slovenia    | Tadeja Majerič         | 293      | 5              |
| Austria     | Melanie Klaffner       | 305      | 6              |
| Bulgaria    | Aleksandrina Najdenova | 316      | 7              |
| Ucraina     | Elina Svitolina        | 341      | 8              |

- Ranking al 17 ottobre 2011.

### Altre partecipanti
Giocatrici che hanno ricevuto una wild card:
- Fatimah Abinu
- Sarah Adegoke
- Christie Agugbom
- Lolade Ogungbesan

Giocatrici che sono passate dalle qualificazioni:
- Biola Akewula
- Blessing Anuna
- Nour Azzouz
- Nidhi Chilumula
- Natasha Fourouclas
- Gopika Kapoor
- Margarita Lazareva
- Alexandra Riley
- Nosa Esorae (lucky loser)

## Vincitori

### Singolare maschile
Kamil Čapkovič ha battuto in finale  Vijayant Malik con il punteggio di 6–2, 7–5

### Doppio maschile
Paterne Mamata /  Vaja Uzakov hanno battuto in finale  Abdul-Mumin Babalola /  Daouda Ndiaye con il punteggio di 7–5, 3–6, [10–6]

### Singolare femminile
Tamaryn Hendler ha battuto in finale  Donna Vekić con il punteggio di 6–4, 7–5

### Doppio femminile
Melanie Klaffner /  Agnes Szatmari hanno battuto in finale  Danka Kovinić /  Elina Svitolina con il punteggio di 6–0, 6(1)–7, [10–5]